# Atelier spiczastych kapeluszy
Atelier spiczastych kapeluszy (jap. とんがり帽子のアトリエ Tongari bōshi no atorie) – manga autorstwa Kamome Shirahamy, publikowana na łamach magazynu „Gekkan Morning Two” wydawnictwa Kōdansha od lipca 2016. Od listopada 2019 ukazuje się spin-off zatytułowany Tongari bōshi no kitchin.
Na podstawie mangi studio Bug Films wyprodukuje serial anime, którego premiera zaplanowana jest na 2025 rok.

## Fabuła
Koko marzy o zostaniu czarodziejką, jednak ponieważ tylko wrodzeni użytkownicy magii mogą z niej korzystać, musi zrezygnować ze swojego marzenia. Pewnego dnia spotyka czarodzieja o imieniu Qifrey i po tym, jak jest świadkiem korzystania przez niego z magii, Koko przypadkowo rzuca zaklęcie, które zamienia jej matkę w kamień.
Ponieważ Koko nie wie, jakie magiczne zaklęcie rzuciła, a Qifrey śledzi złowrogi sabat, który może stać za tym incydentem, bierze Koko na swoją uczennicę, aby cofnąć zaklęcie i pozwolić jej spełnić swoje marzenie.

## Manga
Manga napisana i zilustrowana przez Kamome Shirahamę rozpoczęła swoją publikację 22 lipca 2016 w czasopiśmie „Gekkan Morning Two”, należącym do wydawnictwa Kōdansha. Następnie Kōdansha zebrała pojedyncze rozdziały w tankōbonach; pierwszy tom został wydany 23 stycznia 2017. Do 22 lutego 2024 ukazało się 13 tomów.
W Polsce mangę wydaje wydawnictwo Kotori.
| Nr | Język japoński       | Język japoński         | Język polski     | Język polski           |
| Nr | Data wydania         | ISBN                   | Data wydania     | ISBN                   |
| -- | -------------------- | ---------------------- | ---------------- | ---------------------- |
| 1  | 23 stycznia 2017     | ISBN 978-4-06-388690-0 | kwiecień 2019    | ISBN 978-83-66132-41-2 |
| 2  | 23 sierpnia 2017     | ISBN 978-4-06-510138-4 | czerwiec 2019    | ISBN 978-83-66132-54-2 |
| 3  | 23 lutego 2018       | ISBN 978-4-06-510930-4 | sierpień 2019    | ISBN 978-83-66132-66-5 |
| 4  | 21 września 2018     | ISBN 978-4-06-512681-3 | marzec 2020      | ISBN 978-83-66132-92-4 |
| 5  | 23 maja 2019         | ISBN 978-4-06-515597-4 | wrzesień 2020    | ISBN 978-83-66568-05-1 |
| 6  | 21 listopada 2019    | ISBN 978-4-06-517778-5 | luty 2021        | ISBN 978-83-66568-25-9 |
| 7  | 22 maja 2020         | ISBN 978-4-06-519266-5 | maj 2021         | ISBN 978-83-66568-42-6 |
| 8  | 23 grudnia 2020      | ISBN 978-4-06-521625-5 | sierpień 2021    | ISBN 978-83-66568-53-2 |
| 9  | 21 lipca 2021        | ISBN 978-4-06-524100-4 | sierpień 2022    | ISBN 978-83-67386-04-3 |
| 10 | 21 kwietnia 2022     | ISBN 978-4-06-527412-5 | luty 2023        | ISBN 978-83-67386-41-8 |
| 11 | 21 października 2022 | ISBN 978-4-06-529605-9 | październik 2023 | ISBN 978-83-67386-80-7 |
| 12 | 22 czerwca 2023      | ISBN 978-4-06-531969-7 | wrzesień 2024    | ISBN 978-83-68051-24-7 |
| 13 | 22 lutego 2024       | ISBN 978-4-06-534652-5 | marzec 2025      | ISBN 978-83-68051-59-9 |

Spin-off napisany i zilustrowany przez Hiromi Satō, zatytułowany Tongari bōshi no kitchin (jap. とんがり帽子のキッチン), wydawany jest w czasopiśmie „Gekkan Morning Two” od 22 listopada 2019. Pierwszy tom ukazał się 22 maja 2020. Do 21 października 2022 ukazało się pięć tomów.

## Anime
W kwietniu 2022 ogłoszono, że seria otrzyma adaptację w formie anime. Później ujawniono się, że będzie to serial telewizyjny wyprodukowany przez studio Bug Films i wyreżyserowany przez Ayumu Watanabe. Za produkcję odpowiadać będzie Hiroaki Kojima, postacie zaprojektuje Kairi Unabara, a muzykę skomponuje Yuka Kitamura. Premiera zaplanowana jest na 2025 rok.